# 妻

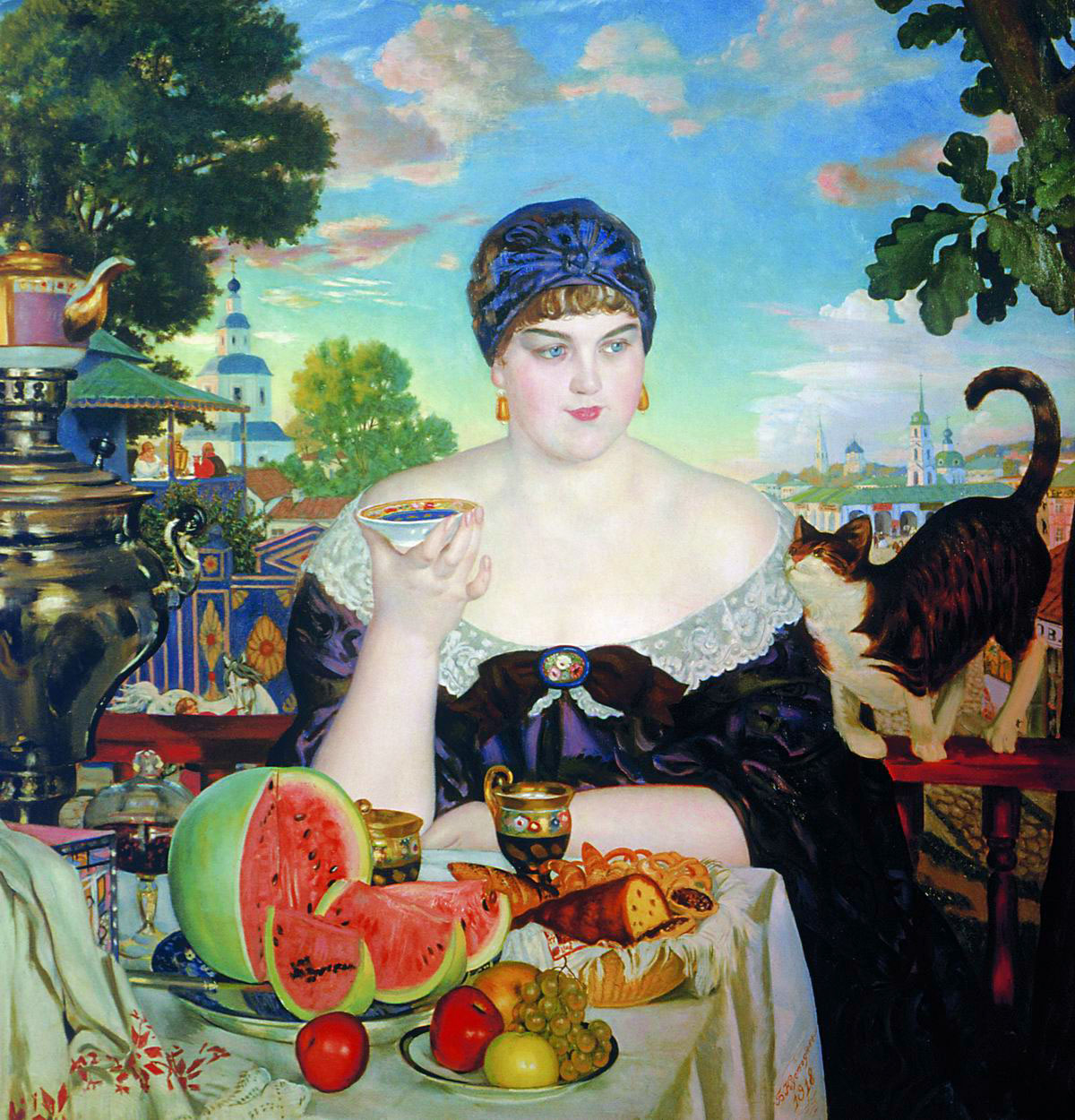
ボリス・クストーディエフ作、「商人の妻」（1918年）

妻（つま）は、女性の配偶者を示す言葉である。

## 概要

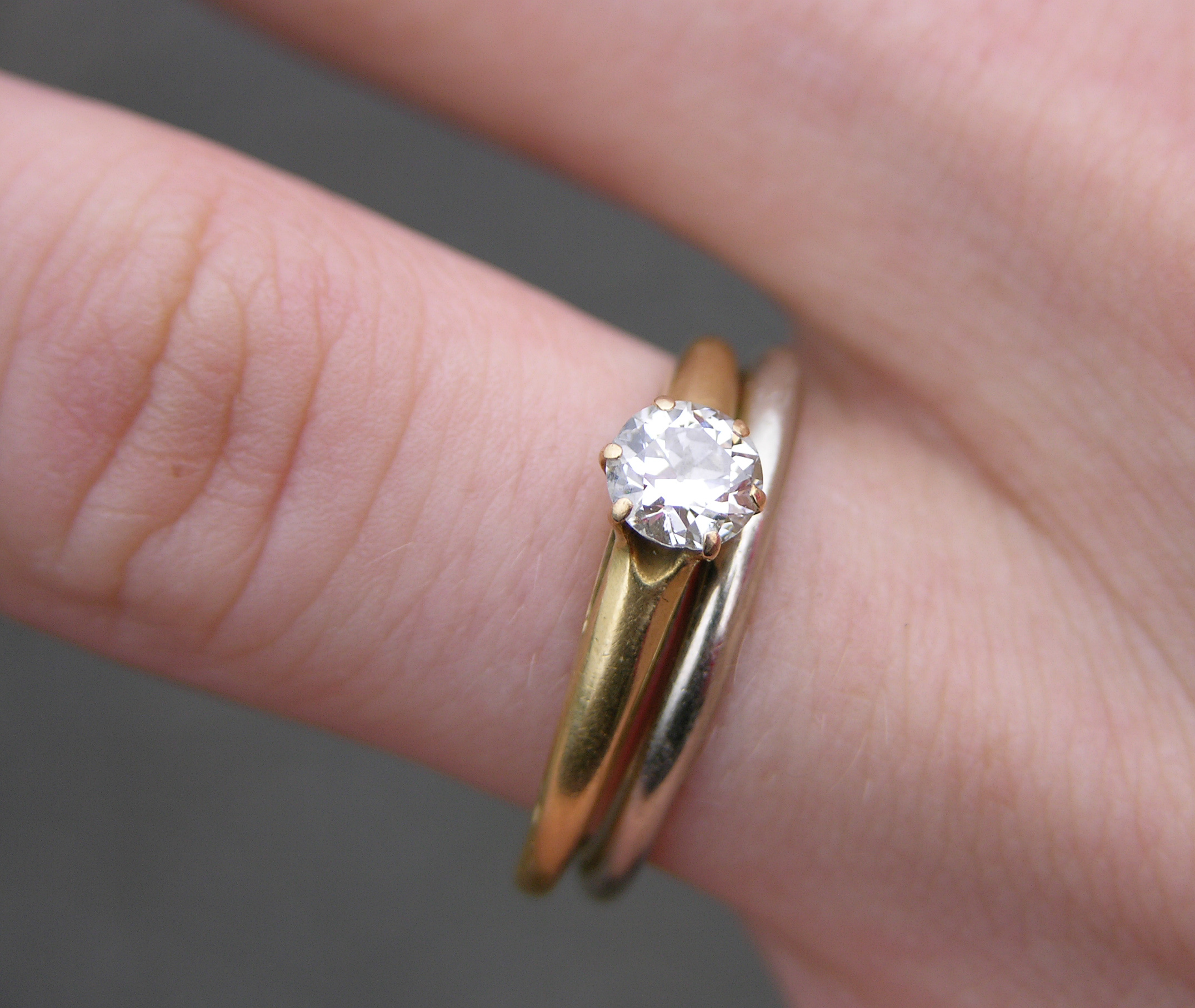
ホワイトゴールドの結婚指輪とダイアモンドと金の婚約指輪。多くの文化において、妻は様々な方法を通して婚姻状況を表している。

「妻」という言葉は、配偶者との制度化された関係を示している。夫との関係における妻の権利・義務や、地域社会と法律における地位などは文化によっても異なり、時代とともに変化する。夫と死別した女性は未亡人とも呼ばれる（夫と離婚した女性にはこの呼び名は適用されない）。
結婚した女性は、多くの方法でその人の結婚状況を表す。例えば西洋の文化では、既婚の女性は結婚指輪を着用するが、他の文化においては、様々な視覚的な結婚状況の証を利用して本人の結婚状況を示す。

## 関連用語

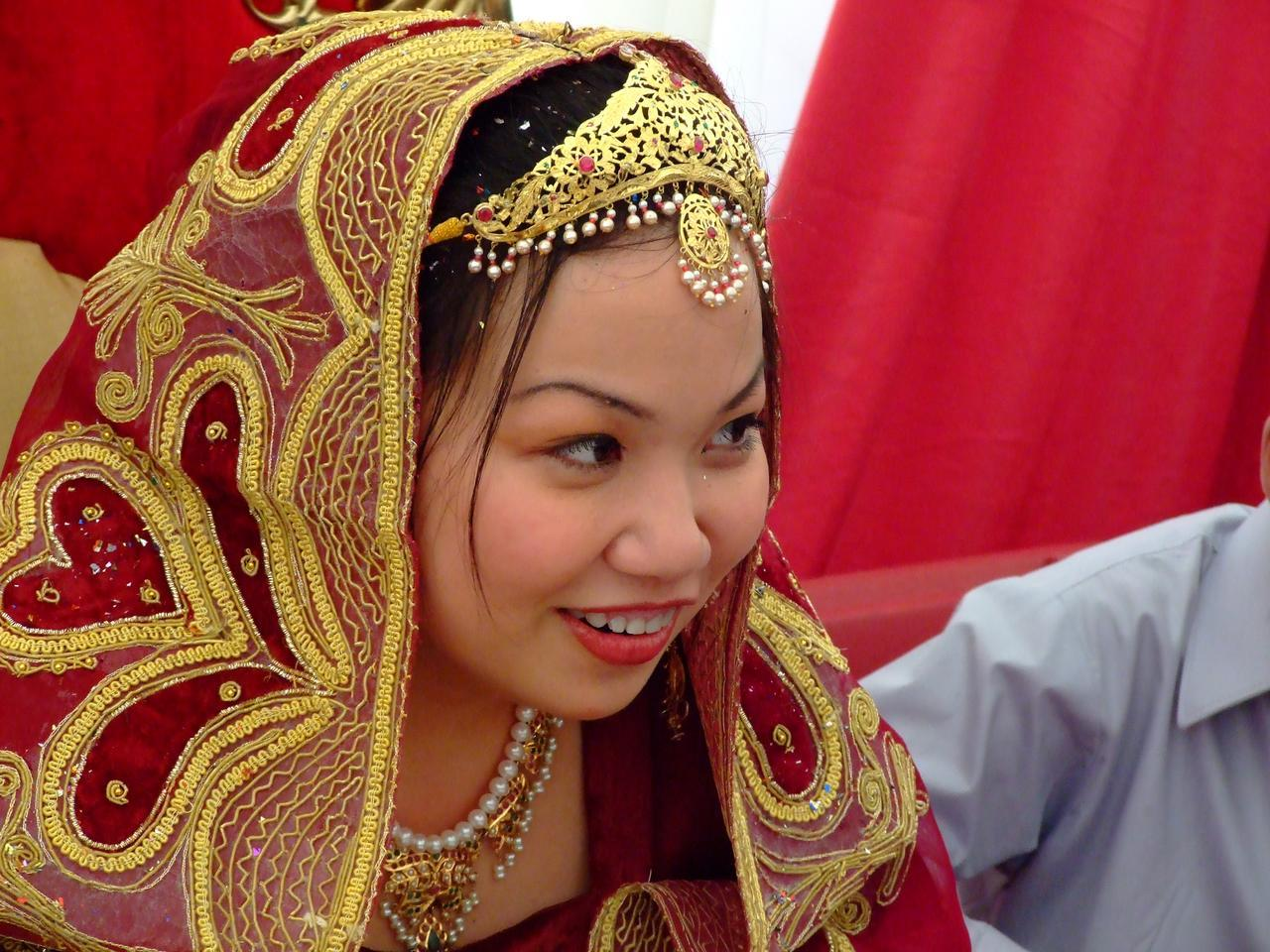
ムスリムの花嫁

結婚式当日の女性は通常、花嫁と呼ばれる。しかし結婚式及び新婚旅行の後ある期間は妻であっても、まだ花嫁と呼ばれることもある。彼女の配偶者は、結婚式中には花婿と呼ばれるが、結婚している間柄においては夫と呼ばれる。
一般的に、「妻」という言葉は、妾等といった非公式な関係にある女性ではなく、法律(宗教法を含む)によって認可された女性に適用される。日本では、公式な婚姻関係を結んでいない事実婚の女性は、「内縁の妻」と呼ばれることもある。また、ジェンダーの中立性を追求しようとする人が、結婚相手をあえて妻・夫ではなく「配偶者」と呼ぶこともある。
日本での夫から妻への呼称は、「嫁」や「家内」・「女房」などがある。他者の妻への呼称については「奥さん」や夫人」等がある。

## 「妻」という地位の終了
「妻」の地位は、主に離婚、法的な婚姻の取り消し、若しくは夫の死によって終了する。離婚の場合、「元妻」や「先妻」などといった用語がよく使われる。婚姻の取り消しは、離婚の場合とはまた異なり、通常遡及処罰という形になるため、取り消しに関しては、あたかもそれが行われなかったかの如く結婚はほとんど最初から無効であると考えられていたことを意味し、よって、厳密にはこういった形の終わり方は正しいとは言えない。また、もう一人の配偶者が死亡したときは、未亡人という言葉が用いられる。そういった女性における社会的地位は、文化によっても異なるが、世界の一部の地域では、未亡人の継承やレビラトのような当人にとって有害な慣行を受ける可能性もあり、更に、離婚した女性は、社会的な非難を受けることもあるのである。いくつかの文化においては、妻の地位の終了は、自らの命を犠牲にすることにもなりかねない。例えば、夫が亡くなった時に、未亡人となった女性が葬儀場内の夫の火葬が行われている場所において、焼身自殺を行い夫と一緒に死ぬサティーという風習がヒンドゥー教にはある。

## 妻における法的権利
19世紀以来、妻の法的権利は、議論の対象となる多くの管轄区域において依然として存在している。この主題は、功利主義を掲げる哲学者ジョン・スチュアート・ミルによる1869年の著書「女性の解放」にて特に取り上げられた。歴史的に、多くの社会では、妻側に与えられる権利と義務の規定とは非常に異なる権利と義務の規定を夫側に与えてきた。特に、婚姻の権利、相続権、結婚における子供の活動を指示する役割は、通常、男性の配偶者に与えられている。しかし、この慣習は20世紀に多くの国で大幅に縮小され、法律では、性別を問わずに配偶者の権利・義務を定義する傾向がある。結婚の男女同権を確立していた最後のヨーロッパ諸国は、(いずれも1980年代の)スイス、ギリシャ、スペイン、フランスであった。だが、世界各国の様々な婚姻法においては、夫側は引き続き権威を持っている。たとえば、イランの民法1105条には、「夫と妻の関係では、家族の頭の地位を夫の独占的権利とする。」という記述がみられる。

## お金・品物との取引

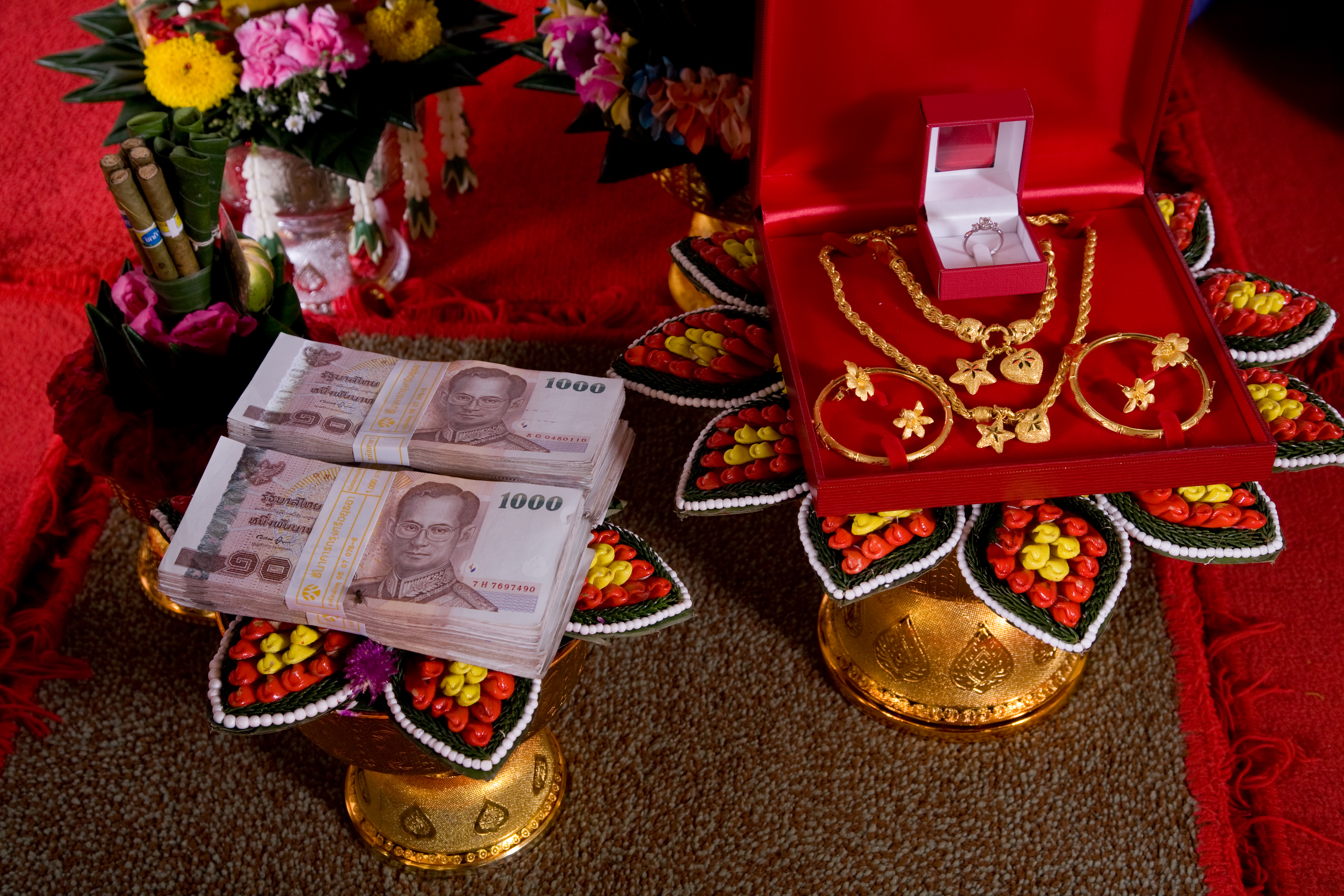
タイにおける、伝統的で正式な結婚式内の持参金贈呈

伝統的に、花嫁の家族が夫となる人物に持参金を用意する習慣、または、夫の家族が花嫁の家族に持参金を用意する習慣のある地域もみられた。持参金の目的は文化によって異なり、歴史的にも変化していっている。一部の文化において、持参金の習慣は、新しい家族の確立を支援するのみでなく、夫が重大な犯罪を犯した場合、その資金を妻やその家族に返済しなければならないといった条件としても役立った。しかし一方で、結婚している期間は、持参金は夫側によって譲り受けられなくなってしまった事例もしばしばであった。今日、インド、パキスタン、ネパール、バングラデシュ、スリランカなどの南アジアの地域においては、持参金の支払いが当たり前のように予想されており、そうした中、取引中の争いは、時には花嫁に対する暴力を招くこともある。

## 結婚時の姓の変更
いくつかの文化では、結婚の際に、妻の姓を夫と同じ姓に変更する習慣がある。現代では、この習慣を疑問視する向きもあり、結婚時の女性の姓の変更をめぐって議論となることがある。例えば、女性の改姓はキャリアに深刻な不利益を与えているという指摘や、女性は男性より劣っているという刷り込みを強化するという指摘がある。一方で、そもそも女性が名乗っているのは父親の姓であり、父親の姓を名乗り続けることが本当に女性にとっての開放なのかという問題提起もある。結婚時に女性は姓を変えるべきだと考える人たちは、伝統は守る価値があるという前提に立ちたいと言うことが多い。しかし、たとえばイギリスでも、世襲姓はノルマン・コンクエストの頃にフランス人が持ち込んだもので、その歴史はわずか1000年ほどにすぎない。
いくつかの地域は、この習慣は差別的で女性の権利に反しているとして廃止している。その代表的な例がギリシャで、1983年に家族法が改正され、すべての女性が出生時の姓を保持することが義務付けられた。以降ギリシャは、女性が姓を変えなかったら社会がどうなるかというテストケースとなってきた。これは、女性が結婚時に自分の姓を選択するべきという考えや、夫婦別姓を可能とする制度とは全く異なる。研究が示しているように、また、夫婦別姓が可能な社会でみられるように、社会規範や圧力があるため、多くの女性は、たとえ選択肢がある場合でも、依然として夫の名前を採用している。
ギリシャは、伝統とゴッドファーザー的家父長制で知られていたが、この法改正は社会の空気に劇的な変化をもたらした。若者はこの制度を当たり前のものとして受け入れており、彼らは名前とアイデンティティについて、他の大部分の国とはかなり異なる考え方を持っている。この制度は、学校で生徒の親が姓から見分けられない等の若干の手間はあるが、社会を運営するうえで問題は見られない。しかし、女性が出生時の姓を保持する制度が女性問題をすべて解決できるわけではなく、イランではギリシャと同様の制度が約1世紀に渡って存在するが、女性の権利を求める闘争が続けられている。

## 妊娠と出産

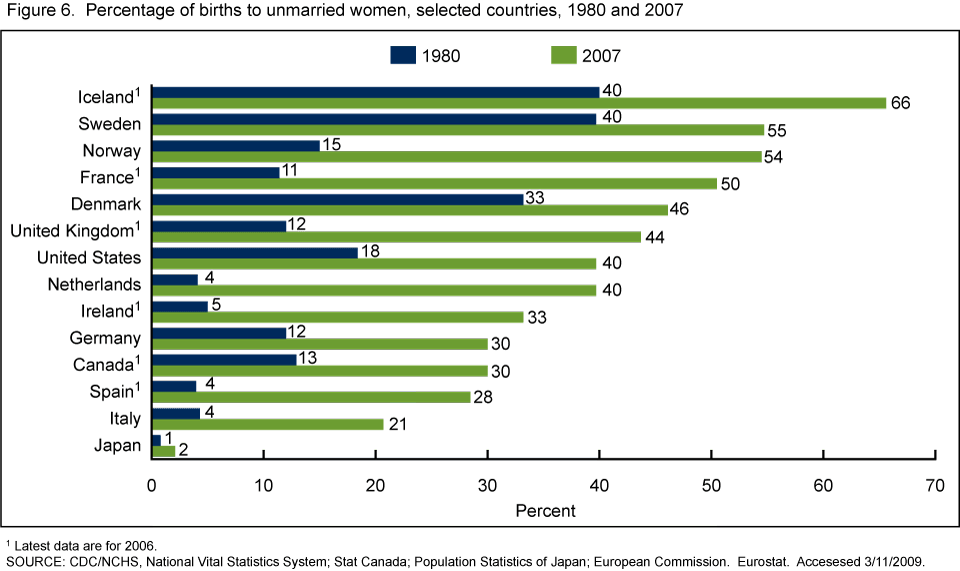
いくらかの国家における、1980年と2007年という期間にて、未婚の女性による出産の多さを、百分率でまとめたグラフ

伝統的な見方、または世界的に多くの文化において、妻という役割・地位は、子供を産むべきという強い期待により、母親としての立場とも密接に関係していた。
子供を産まないことを勧める、チャイルド・フリーという考えも存在するものの、子どもを持たないことを認めない地域も存在する。たとえば、ガーナの州であるノーザン州では、持参金の取引は、女性が子供を産む際のある種の契約を意味しており、避妊を行う女性は常に脅しなどの危険にさらされている。また、いくつかの宗教では、結婚には子供を必要とすると解釈している。2015年、ローマ教皇のフランシスコは一般聴衆に対する演説で、出産を前提としない結婚は「利己的」であると述べた。

## 文化による違い

### 古代
持参金や一部の財産などを贈呈するならわしは、古代より長い歴史を持っている。あらゆる商品や値打の取引は、かなり古い情報源にさかのぼり、同様に、結婚指輪も、常に人間に対する一種の信仰を示すシンボルとして使用されてきた。

### キリスト教における概念

#### 歴史的地位
キリスト教の文化では、社会における妻の地位と結婚における彼女らの見解は、新約聖書によって導かれると主張してきた。その例として、新約聖書は女性と男性両方の離婚をそれぞれ避難した上、一人の夫には｢一人の｣女性が存在し、同様に、一人の女性には｢一人の｣男性が存在することを仮定している。中世のキリスト教では、これは妻がほかの妻たちと夫を共有したりしてはならないといったことを意味すると理解されてきた。その結果、離婚は近代より前の西部、とりわけ中世・近世初期における離婚は比較的まれであった。そして、中世と近世のローマにおいて、夫が複数の妻をもつことはほとんどのなかったのである。
近代以前の時代というのは、近代初期の文学の理想となったときであったが、純粋に｢恋愛｣という目的のみでの結婚は、珍しいものであった。ローマ法は、少なくとも12歳の花嫁を必要とした。これは、カトリックの法律で採択されたことである。ローマ法の場合、12歳～25歳の花嫁における最初の結婚は、花嫁自身と花嫁の父親の承諾を必要としていた。だが、古代後期のローマ法は、25歳以上の女性であれば、親の承諾がないまま結婚をしてもよいということを主張している。また、新約聖書は、未亡人が自分の選択したクリスチャンと結婚することを認めている。12世紀には、カトリック教会は、12歳以上の娘と14歳以上の息子が両親の承諾なしに結婚することを認めたがゆえに、婚姻同意の法的基準を大幅に改訂した。教区研究では、中世後期を生きた女性たちが時々両親の許しのもとに結婚していたことを確かめた。カトリック教会の秘密結婚を考える政策、および親の同意なしに行われた結婚は、これまでにたびたび物議をかもした。そして16世紀に、フランスの君主制とルター派の教会らは限られた成功を想定した上で、こういった慣行を終了させようとした。
新約聖書は、実際は宗教よりも世俗法によって多くの影響を受けた妻の財産権についての宣言を行わなかった。現代以前の西洋にて最も影響力があったのは、中世盛期に共通法が知られるようになった英語圏の国家を除いて、民法であった。さらに、地方の慣習法は妻の財産権にも影響を与えることとなった。その結果、近代より前の西洋における妻の財産権は、地域によって大きく異なった。なぜなら妻の財産権または娘の遺産相続権は、法制度の違いによって地域ごとに大きく異なるため、それと同様、妻の所有する財産の額も大きく異なってくるのである。ローマ法の下だと、特に意思がない限りは、娘は両親から平等に相続権を継承された一方、中世後期における英国のコモン・ローでは、娘と息子は特殊な意思のないときに限り、妻の財産権からは除外されたのである。さらに、ローマ法では、夫側の財産と法的に別々のものと認識し、ヨーロッパと、ラテンアメリカによる植民地の法制度の一部を、認めることとなった。対照的に、英国の慣習法は、配偶者を持つ妻が自分の名義で個人の財産のほとんどすべてを所有できるシステムに移行されている。妻自身のための保護が受け入れられなかった場合において、結婚というものは女性の経済面からしても重要なものであった。この問題は、女性が限られた権能を持つ理由、すなわち平等な教育の否定と女性の平等な財産権の存在といったことを根底に置きながら、広く文献にて取り扱われた。この状態は、英国の保守派倫理学者であるウィリアム・ブラックストンによって｢妻と夫はそれぞれ一人で十分である。」といった批評を受けた。英語圏の結婚している女性の財産権は1882年の既婚女性財産法およびそれによく似た法律の変更によって大幅に改善された。これにより、妻が自らの名義で財産を所有することが可能となった。20世紀の終わりごろまでには、女性はいくつかの地域や時代で、夫が妻として女性を連れていくことなく勝手に女性の処女を奪った際に、女性が男性を訴えることが可能となった。
仮に女性が結婚を望まない場合、修道女として女子修道院に入るよりほかはなかった。「救世者の花嫁」ともいわれる修道女になるというのは、女性にとって、純潔さおよび生きるための経済的保護が守られることを意味していた。修道女がヴェールをかぶったのは、「キリストとの結婚」の保護と権利を象徴するためであった。修道院に入るというよりも重大な意味を持っていたのは、西洋の非宗教的独身状態の選択であった。数学者ジョン・ハジャナル（John Hajnal）によって最初に数字に示されたように、19世紀と20世紀前半の結婚していない未聖職の西洋女性の割合は10~15%であった。この統計は他の主要な文明社会における独身女性の割合を示す数値でもあった。さらに、初期の現代西洋女性は、他の主要な伝統文化と比較して、その当時にとってはかなり高い年齢(とりわけ20代)で結婚していた事実も判明した。西洋の女性が初婚時に高齢であることは、少なくとも16世紀半ばという比較的はやめの時期にさかのぼる西洋の伝統的な結婚形態であることが、数多くの教区復興研究にて示されている。

##### 同じ時代においての地位
20世紀には、西欧における妻の役割は二つの点で大きく変化した。一番目は、旧制の結婚制度からより「友愛的な結婚」への進展であった。このとき、妻は初めて独立した法主体となり、そして自らの財産の所有および訴訟を提起することが許されるようになった。それまでは、配偶者は単一の法人であり、夫だけがこの権利を行使することが許されていた。二番目の変化は中流階級と上流階級の生活様式の劇的な変化であった。1960年代であったその時代において、妻たちは本格的に家の外で働き始め、離婚が社会的に受け入れられるようになり、片親の家庭、継親および「より個別化された結婚」による「混合家族」や「ステップファミリー」といったものがみられるようになった。
今日、女性は妻としての地位を示すために結婚指輪を着用することがある。
また、今日の西側諸国では、既婚女性は教育を受け、専門職をもち、女性たち(と彼女らの夫)は法的に調達された産前ケアと産前休暇のもと仕事に時間を費やすことができた。そのうえ、彼女らは出産手当を貰うことさえあった。未婚の妊娠している女性とは対照的に結婚の状況は、配偶者に生まれた子供に対して責任を負わせることが可能であり、妻側にも話しておくことができる。また、それに加えて、配偶者側は、親が法的に生物学的な親としてみなされる地域で生まれた子供にも、責任がある。反対に、未婚の女性の場合よりも、配偶者に代わってそのことを話す場合において、より多くの法的な権限をもつ。典型的な例が、女性の配偶者が事故にあった末に昏睡状態に陥ったとき、妻の方に弁護してもらえる権利が存在する点である。妻が夫と離婚した場合、離婚扶助料を請求する、もしくは受給することもしばしばある(詳しくは世界各国の離婚法を参照)。

### イスラム教における概念
イスラム教の女性は、幅広い権利と義務を持っている。イスラームにおいては、結婚は結婚の契約と合意に基づいて行われ、また、親の取り決めによる結婚は、ムスリムの母国であろうとどの世代の移民であろうと、伝統保守主義者の家庭では当然のように行われる。
ムスリムの女性は、国の文化に応じて若干異なるスタイルをとるヒジャブの如く、ハディースに書かれてあることに従った上で、独自の服装を着用することになっている。また夫側は、結婚が成立した際、持参金と似たようなマフルといったものの取引を行うことになっている。
伝統的に、イスラム教において妻は、家庭と家族を管理する保護された、誠実なる人物とみなされている。また、彼女には子供を育て上げ、次世代のムスリムを成長させていくという義務も存在する。一般的に、財産や仕事を全部妻に任せることは可能であるが、多くの時間は家にいることが推奨されている。一方で夫側は、妻が裕福であっても共に過ごす義務はないが、その代わり妻に必要なものすべてを妻側に費やす義務が存在する。
イスラム教の伝統上、ムスリムの既婚女性は、未婚の女性と外見的なシンボル(結婚指輪など)で区別されない。しかしながら最近、結婚指輪をつける風習は過去30年間で、西洋文化から採用されている。

### ヒンドゥー教における概念
インド＝アーリア語では、妻は「Patni」(もともとは、夫とともに、彼らのアイデンティティーを含めてこの世のすべてを支配する女性を意味する言葉)といわれている。ヒンドゥー教において、結婚はお互いの理想的な同意によって決定する。妻となった女性は、普通、家族の健康状態、子供の教育、両親のニーズなどを世話する役目にある。
田舎におけるヒンドゥー教の結婚及びインドの伝統的な結婚の大部分が、親の取り決めによるものである。花嫁もしくは花婿のどちらかが二人において適切な家族を(階級、文化、経済的な地位などを基準に)見つけたら、女性と男性は話し合い、最終結果を決定するのが一連の流れである。しかし近年、西洋の文化は新たな影響を受けつつあり、新世代は「愛」のために結婚するという考えに対してより寛容である。
インドの法律は、(夫による)妻へのレイプ、性的、感情的及び言葉による虐待を犯罪として認めている。ヒンドゥー教の世界において、妻は「Patni」または「Ardhangini」と呼ばれ、夫もしくは家族の一員としての存在として認められている。また、ヒンドゥー教において、女性と男性共に結婚自体は可能だが、夫及び妻が一人という条件に限る。
インドでは、結婚が成立した女性は、額に朱色の粉をかけたり、ネックレスの形をしたアクセサリー(現地の言葉では、「Mangalsutra」と呼ばれている)及びつま先に着用する指輪のような装飾品をつけたりする風習が存在する。

### 仏教と中国の民俗宗教における概念
中国の家族法は共産党による革命によって大いなる変化を遂げ、1950年に、中華人民共和国は配偶者が婚姻に関する財産の所有および管理に関して、同等の権利を与えるといった規定を含む包括的な婚姻法を制定した。

### 日本
日本では、1898年の明治民法が制定される前、土地や金銭などの女性にまつわる財産は、衣類と鏡台を除き、すべて夫に譲渡された。

## 期待される忠誠と姦通に対する暴力

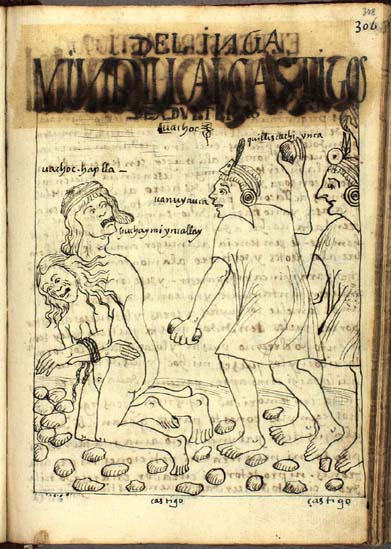
姦通罪を言い渡されたインカ帝国の男女が、石打刑に処されている様子(ワマン・ポマ作)

数ある歴史および文化において、妻は世間一般的に、法的に認められた夫以外の人と性的関係をもつことはないと予想されている。こういった忠誠に対して裏切る行為は、姦通罪などと言われている。今日では、姦通という行為は道徳的にも、法律的にも立派な悪事となり、場合によっては、宗教上の罪ともなりえる。それがそのようなことではないにしても、法的帰結、とりわけ離婚の背景や根拠ともなりえる。
また、姦通罪は資産分与の際に考慮すべき要素になることもある。それは、子供の法的地位や子供に対する親の監護権に影響を与えることだってある。そのうえ、世界のいくつかの地域では、姦通は、社会からの追放といった結果にもなる。加えて、キリスト教教会、ユダヤ教及びイスラム教の親和性の規則は、元妻または未亡人が、前の夫の親族と再婚することを禁じている。
一部の国家では、姦通は石打ちや名誉の殺人を招くきっかけとなる行為でもあるが、いくつかの管轄地域(とりわけシャーリア法を適用する地域)は、かかる行為が合法的なものと認めている。
2010年の9月現在、サウジアラビア、スーダン、イラン、イエメンそしてナイジェリアの一部の州では、石打ちをズィナーに対する刑罰として認めている。

## 参照
1. ↑  “India's invisible widows, divorcees and single women”. BBC News. 2022年4月11日閲覧。
2. ↑  In 1985, a referendum guaranteed women legal equality with men within marriage.[1][2] The new reforms came into force in January 1988.Women's movements of the world: an international directory and reference guide, edited by Sally Shreir, p. 254
3. ↑  In 1983, legislation was passed guaranteeing equality between spouses, abolishing dowry, and ending legal discrimination against illegitimate children [3]Demos, Vasilikie. (2007) “The Intersection of Gender, Class and Nationality and the Agency of Kytherian Greek Women.” Paper presented at the annual meeting of the American Sociological Association. August 11.
4. ↑  In 1981, Spain abolished the requirement that married women must have their husbands’ permission to initiate judicial proceedings “Archived copy”. 2014年8月24日時点のオリジナルよりアーカイブ。2014年8月25日閲覧。
5. ↑  Although married women in France obtained the right to work without their husbands' permission in 1965,“Archived copy”. 2016年3月4日時点のオリジナルよりアーカイブ。2016年4月3日閲覧。 and the paternal authority of a man over his family was ended in 1970 (before that parental responsibilities belonged to the father who made all legal decisions concerning the children), it was only in 1985 that a legal reform abolished the stipulation that the husband had the sole power to administer the children's property. [4]
6. ↑  http://www.alaviandassociates.com/documents/civilcode.pdf#
7. ↑  Britannica 2005, dowry
8. 1 2 3 4 5  “Why should women change their names on getting married?”. BBC News. 2022年4月11日閲覧。
9. 1 2 3 4 5 6 7 8  Heather Long. “Should women change their names after marriage? Ask a Greek woman - Heather Long”. the Guardian. 2022年4月11日閲覧。
10. ↑  Reuters (1983年1月26日). “AROUND THE WORLD; Greece Approves Family Law Changes”. 2017年5月2日閲覧。
11. ↑  “Changing Patterns of Nonmarital Childbearing in the United States”. CDC/National Center for Health Statistics (2009年5月13日). 2011年9月24日閲覧。
12. ↑  Bawah, Ayaga Agula; Akweongo, Patricia; Simmons, Ruth; Phillips, James F. (1999). “Women’s fears and men’s anxieties: the impact of family planning on gender relations in Northern Ghana”. Studies in Family Planning (Wiley on behalf of the Population Council) 30 (1):  54–66. Pdf.
13. ↑  Stephanie Kirchgaessner. “Pope Francis: not having children is selfish”. the Guardian. 2022年4月11日閲覧。
14. ↑  Frances Burney, Evelina, Lowndes 1778, and Seeber, English Literary History of the Eighteenth Century, Weimar 1999
15. ↑  William C. Horne, Making a heaven of hell: the problem of the companionate ideal in English marriage, poetry, 1650–1800 Athens (Georgia), 1993
16. ↑  Anti Arjava, Women and Law in Late Antiquity Oxford, 1996, pp. 29–37.
17. 1 2  J. Sheehan, "The formation and stability of marriage in fourteenth century England" Medieval Studies 33 (1971) 228–63.
18. ↑  Beatrice Gottlieb, The family in the Western World from the Black Death to the Industrial Age Oxford, 1993, pp. 55–56.
19. ↑  Antti Arjava, Women and law in late antiquity Oxford, 1996, p. 63
20. ↑  A. Arjava, Women and law in late antiquity Oxford, 1996, 133-154.
21. ↑  Elizabeth M. Craik, Marriage and property, Aberdeen 1984
22. ↑  In the 18th and 19th centuries, which contained much criticism of these facts, see also Mary Wollstonecraft, A Vindication of the Rights of Women, Boston 1792
23. ↑  William Blackstone, Commentaries upon the Laws of England
24. ↑  Brockhaus 2004, Kranzgeld.
25. ↑  Though cloisters' practices were not bound by modern national borders, see sources for Spain, for Italy, and for Britain
26. 1 2  “The White Veil”. jesus-messiah.com. 2017年5月2日閲覧。
27. ↑  “CATHOLIC ENCYCLOPEDIA: Cloister”. newadvent.org. 2022年4月11日閲覧。
28. ↑  Silvia Evangelisti, Wives, Widows, And Brides Of Christ: Marriage And The Convent In The Historiography Of Early Modern Italy, Cambridge 2000
29. ↑  John Hajnal, "European marriage patterns in perspective" in D.E. Glass and D.E.C. Eversley eds. Population in History London, 1965.
30. ↑  Michael Flynn, The European Demographic System, 1500-1820 Johns Hopkins, 1981, pp. 124–127.
31. ↑  "Companionship marriage" and "companionate marriage" are synonyms (the latter being the older one), although the term usually refers to a relationship based on equality, it might instead refer to a marriage with mutual interest in their children, “Archived copy”. 2007年7月12日時点のオリジナルよりアーカイブ。2007年3月5日閲覧。
32. ↑  “Stepfamily as individualized marriage”. 2007年7月12日時点のオリジナルよりアーカイブ。2017年5月2日閲覧。
33. ↑  Howard, Vicki. "A 'Real Man's Ring': Gender and the Invention of Tradition." Journal of Social History. Summer 2003 pp. 837–856
34. ↑  “Pregnant employees' rights”. direct.gov.uk. 2022年4月11日閲覧。
35. ↑  Cuckoo's egg in the nest, Spiegel 07, 2007
36. ↑  The restrictions of her abilities to do this vary immensely even within a legal system, see case NY vs. Fishman Archived 2007-02-20 at the Wayback Machine., 2000
37. ↑  “Clothes”. 2015年9月24日時点のオリジナルよりアーカイブ。2017年5月2日閲覧。
38. ↑  Qur'an verse 4;4
39. ↑  “ZAWAJ.COM: Articles and Essays About Marriage in Islam”. zawaj.com. 2022年4月11日閲覧。
40. ↑  Britannica 2004, Legal limitations on marriage (from family law)
41. ↑  Britannica, Legal limitations on marriage (from family law)
42. ↑  Handley, Paul (2010年9月11日). “Islamic countries under pressure over stoning”. AFP 2011年4月22日閲覧。
43. ↑  “Frequently Asked Questions about Stoning”.   violence is not our culture. 2013年5月14日閲覧。